# Adli Lachheb
Adli Lachheb (ur. 22 czerwca 1987 roku w Monastyrze) – tunezyjski piłkarz występujący na pozycji środkowego obrońcy. Gracz Germanii Halberstadt.

## Kariera reprezentacyjna
Zawodnik w przeszłości występował w reprezentacji Tunezji U-21, jego bilans to dwanaście spotkań, jedna bramka. Do seniorskiej kadry narodowej został powołany w styczniu 2011 roku. Zaplanowane na 9 lutego towarzyskie spotkanie z reprezentacją Algierii zostało odwołane z powodu problemów z elektrycznością na stadionie w Algierze. Lachheb ostatecznie nigdy nie zagrał w drużynie narodowej.